# Hosea Saumaki

a Compétitions nationales et continentales officielles uniquement.

b Matchs officiels uniquement.
Dernière mise à jour le 26 avril 2024.
Hosea Saumaki, né le 10 mai 1992 à Nuku'alofa (Tonga), est un joueur international tongien de rugby à XV et international tongien de rugby à sept évoluant au poste d'ailier. Il évolue avec le club anglais des Leicester Tigers en Premiership depuis 2021. Il mesure 1,90 m pour 106 kg.
Son frère, Amanaki Saumaki, est également joueur professionnel de rugby à XV mais est international japonais.

## Biographie
Hosea Saumaki joue avec l'équipe des Tonga des moins de 20 ans en 2012, disputant à cette occasion le trophée mondial des moins de 20 ans, où son équipe termine à la troisième place. D'un point de vue personnel, il finit meilleur marqueur de la compétition avec sept essais en quatre rencontres. Quelques mois plus tard, il joue également avec l'équipe des Tonga de rugby à sept, disputant le tournoi de Gold Coast de lors de la saison 2012-2013 des World Rugby Sevens Series.
En 2013, il quitte son pays natal pour le Japon afin de suivre ses études à l'Université Daito Bunka. Il joue en championnat japonais universitaire avec le club de son université entre 2013 et 2017.
En mai 2016, alors qu'il encore un joueur universitaire, il est convoqué avec l'équipe du Japon, mais ses sélections avec la sélection tongienne à sept le rende inéligible pour représenter son pays d'adoption au niveau international,.
En 2017, il rejoint les Canon Eagles en Top League, avec qui il inscrit cinq essais en neuf rencontres dès sa première saison. 
Il rejoint en 2018 la franchise japonaise des Sunwolves évoluant en Super Rugby. Il fait ses débuts avec cette équipe le 24 février 2018 contre les Brumbies. Pour sa première saison il se fait remarquer pour ses qualités physiques combinant vitesse et puissance. Il termine la saison en inscrivant un total de sept essais en autant de titularisations, dont un triplé contre les Queensland Reds,. Il est moins efficace la saison suivante, avec seulement un essai en sept matchs pour ce qui est sa dernière saison avec cette équipe.
En 2018, le sélectionneur tongien Toutai Kefu parle de lui comme un renfort potentiel pour son équipe en vue de la Coupe du monde 2019, mais cela reste sans suite.
Il accepte finalement de représenter les Tonga en 2021 et connaît sa première sélection contre la Nouvelle-Zélande le 3 juillet 2021 à Auckland.
Peu après ses débuts internationaux, il rejoint le club anglais des Leicester Tigers, évoluant en Premiership. Il réussit une bonne première saison avec ce club, inscrivant dix essais en douze matchs joués,. Beaucoup moins utilisé lors de sa deuxième saison (seulement cinq matchs), il n'est pas conservé et quitte le club en juin 2023,.
Sans contrat professionnel, il rejoint en juillet 2023 le club de rugby à XIII du Millom RLFC (en), évoluant en troisième division de National Conference League (en) (septième échelon du XIII anglais), où il cottoie son cousin Fuifui Moimoi,.
Après ce cour intermède treiziste, il fait son retour à XV au Japon, avec les Kurita Water Gush (en) en troisième division de League One.

## Palmarès
Néant

## Statistiques
- 3 sélections avec les Tonga depuis 2021[5].
- 0 point.